# Diecezja Garissa
Diecezja Garissa (łac. Dioecesis Garissaensis) – diecezja rzymskokatolicka w Kenii. Powstała w 1976 jako prefektura apostolska. Diecezja od 1984.

## Biskupi diecezjalni
- Prefekci apostolscy
  - O. Leo White, O.F.M. Cap. (1976 – 1984)
- Biskupi
  - bp Paul Darmanin, O.F.M. Cap. (1984 – 2015)
  - bp Joseph Alessandro, O.F.M. Cap. (2015 – 2022)
  - Bp George Muthaka, O.F.M. Cap. (od 2022)